# BNXT League 2024/25
Het BNXT League-seizoen 2024/25 was het vierde seizoen van de hoogste basketbalcompetitie voor België en Nederland.

## Indeling
Aan de competitie deden 19 teams mee, waarvan er tien uit België komen en negen uit Nederland. Liège Basket verdween na drie seizoenen uit de competitie nadat zij de begroting voor het nieuwe seizoen niet rondkregen. In tegenstelling tot de vorige drie seizoenen, waar de Belgische en Nederlandse clubs eerst een nationale competitie afwerkten, bestaat dit seizoen de competitie uit een gemengde competitie waarbij iedere club thuis en uit speelt.
De winnaar van de BNXT League is de ploeg die na het reguliere seizoen de meeste overwinningen behaalden. Nadien volgt er nog een nationale play-off waarin de Belgische en Nederlandse landskampioenen worden bepaald.

## Deelnemende teams
| Club                              | Coach                   | Locatie          | Arena                          | Capaciteit | Ontstaan | Landstitels |
| België                            | België                  | België           | België                         | België     | België   | België      |
| --------------------------------- | ----------------------- | ---------------- | ------------------------------ | ---------- | -------- | ----------- |
| Windrose Giants Antwerp           | Roel Moors              | Antwerpen        | Lotto Arena                    | 5.218      | 1995     | 1           |
| Kangoeroes Mechelen               | Tony Van den Bosch      | Mechelen         | Sporthal Winketkaai            | 1.500      | 2009     | –           |
| Kortrijk Spurs                    | Johan Roijakkers        | Kortrijk         | Sportcampus Lange Munte        | 2.400      | 2019     | –           |
| Leuven Bears                      | Kristof Michiels        | Leuven           | Sportoase                      | 3.400      | 1999     | –           |
| Hubo Limburg United               | Raymond Westphalen      | Hasselt          | Alverberg Sporthal             | 1.730      | 2014     | –           |
| Union Mons-Hainaut                | Vedran Bosnić           | Bergen           | Mons.Arena                     | 4.000      | 1959     | –           |
| Okapi Aalst                       | Eddy Casteels           | Aalst            | Okapi Forum                    | 2.800      | 1949     | –           |
| BC Oostende                       | Dario Gjergja           | Oostende         | COREtec Dôme                   | 5.000      | 1970     | 25          |
| Brussels Basketball               | Serge Crèvecoeur        | Brussel          | Complexe de Neder-Over-Hembeek | 1.200      | 1957     | –           |
| Spirou Charleroi                  | Sam Rotsaert            | Charleroi        | Spiroudome                     | 6.200      | 1989     | 10          |
| Nederland                         |                         |                  |                                |            |          |             |
| PrismaWorx BAL                    | Radenko Varagić         | Weert            | Sporthal Boshoven              | 1.000      | 2013     | –           |
| Den Helder SUNS                   | Paul Vervaeck           | Den Helder       | Sportcentrum Quelderduyn       | 1.000      | 2016     | 6           |
| Donar                             | Jason Dourisseau (a.i.) | Groningen        | Martiniplaza                   | 4.350      | 1951     | 7           |
| Zeeuw & Zeeuw Feyenoord Basketbal | Tim Arns                | Rotterdam        | Topsportcentrum Rotterdam      | 2.500      | 1954     | –           |
| Heroes Den Bosch                  | Erik Braal              | 's-Hertogenbosch | Maaspoort                      | 2.800      | 1952     | 17          |
| Landstede Hammers                 | Gaëlle Bouzin           | Zwolle           | Landstede Sportcentrum         | 1.200      | 1995     | 1           |
| LWD Basket                        | Vincent van Sliedregt   | Leeuwarden       | Kalverdijkje                   | 1.700      | 2004     | –           |
| QSTA United                       | Jeroen van Vugt         | Bemmel           | Sportcentrum De Kooi           | 650        | 2020     | –           |
| Zorg en Zekerheid Leiden          | Doug Spradley           | Leiden           | Sportcomplex 1574              | 2.435      | 1958     | 6           |

### Trainerswissels
| Club                    | Trainer             | Reden voor vertrek | Vertrekdatum      | Positie       | Vervangende trainer     | Begindatum        |
| ----------------------- | ------------------- | ------------------ | ----------------- | ------------- | ----------------------- | ----------------- |
| Den Helder SUNS         | Daniel Nelson       | Einde contract     | 30 juni 2024      | Voorbereiding | Paul Vervaeck           | 1 juli 2024       |
| Leuven Bears            | Eddy Casteels       | Einde contract     | 30 juni 2024      | Voorbereiding | Kristof Michiels        | 1 juli 2024       |
| Okapi Aalst             | Thomas Crab         | Einde contract     | 30 juni 2024      | Voorbereiding | Eddy Casteels           | 1 juli 2024       |
| Windrose Giants Antwerp | Ivica Skelin        | Einde contract     | 30 juni 2024      | Voorbereiding | Geert Hammink           | 1 juli 2024       |
| Landstede Hammers       | Jean-Marc Jaumin    | Einde contract     | 30 juni 2024      | Voorbereiding | Gaëlle Bouzin           | 1 juli 2024       |
| Kortrijk Spurs          | Jeff Nolmans (a.i.) | Einde interim      | 30 juni 2024      | Voorbereiding | Johan Roijakkers        | 1 juli 2024       |
| Windrose Giants Antwerp | Geert Hammink       | Ontslagen          | 14 september 2024 | 19e           | Jill Lorent (a.i.)      | 14 september 2024 |
| Donar                   | Andrej Štimac       | Ontslagen          | 3 december 2024   | 16e           | Jason Dourisseau (a.i.) | 3 december 2024   |
| Windrose Giants Antwerp | Jill Lorent (a.i.)  | Einde interim      | 19 februari 2025  | 10e           | Roel Moors              | 19 februari 2025  |

## Eindstand
| Pos | Team                              | Wed | W  | V  | Ptn | DV   | DT   | +/−  | Kwalificatie of degradatie |
| --- | --------------------------------- | --- | -- | -- | --- | ---- | ---- | ---- | -------------------------- |
| 1   | Kangoeroes Basket Mechelen (K)    | 36  | 26 | 10 | 62  | 2936 | 2707 | +229 | Nationale play-offs (BE)   |
| 2   | Kortrijk Spurs                    | 36  | 26 | 10 | 62  | 3348 | 2792 | +556 | Nationale play-offs (BE)   |
| 3   | BC Oostende                       | 36  | 26 | 10 | 62  | 3099 | 2712 | +387 | Nationale play-offs (BE)   |
| 4   | Hubo Limburg United               | 36  | 25 | 11 | 61  | 2924 | 2727 | +197 | Nationale play-offs (BE)   |
| 5   | Brussels Basketball               | 36  | 25 | 11 | 61  | 2827 | 2706 | +121 | Nationale play-offs (BE)   |
| 6   | Windrose Giants Antwerp           | 36  | 23 | 13 | 59  | 3028 | 2915 | +113 | Nationale play-offs (BE)   |
| 7   | Leuven Bears                      | 36  | 22 | 14 | 58  | 2884 | 2645 | +239 | Nationale play-offs (BE)   |
| 8   | Heroes Den Bosch                  | 36  | 21 | 15 | 57  | 3004 | 2877 | +127 | Nationale play-offs (NL)   |
| 9   | Union Mons-Hainaut                | 36  | 20 | 16 | 56  | 2891 | 2823 | +68  | Nationale play-offs (BE)   |
| 10  | LWD Basket                        | 36  | 20 | 16 | 56  | 2971 | 2998 | −27  | Nationale play-offs (NL)   |
| 11  | Spirou Charleroi                  | 36  | 19 | 17 | 55  | 2862 | 2701 | +161 |                            |
| 12  | Zorg en Zekerheid Leiden          | 36  | 17 | 19 | 53  | 2750 | 2879 | −129 | Nationale play-offs (NL)   |
| 13  | Okapi Aalst                       | 36  | 16 | 20 | 52  | 2889 | 2904 | −15  |                            |
| 14  | Donar                             | 36  | 13 | 23 | 49  | 2785 | 2992 | −207 | Nationale play-offs (NL)   |
| 15  | Den Helder SUNS                   | 36  | 12 | 24 | 48  | 2630 | 2989 | −359 | Nationale play-offs (NL)   |
| 16  | Landstede Hammers                 | 36  | 12 | 24 | 48  | 2932 | 3076 | −144 | Nationale play-offs (NL)   |
| 17  | Zeeuw & Zeeuw Feyenoord Basketbal | 36  | 9  | 27 | 45  | 2799 | 3143 | −344 |                            |
| 18  | PrismaWorx BAL                    | 36  | 6  | 30 | 42  | 2527 | 3057 | −530 |                            |
| 19  | QSTA United (R)                   | 36  | 4  | 32 | 40  | 2747 | 3190 | −443 | Degradatie                 |

##### Programma/uitslagen
| Thuis \ Uit                       | AAL   | ANT    | BEM    | BRU   | CHA    | DBO    | DHE     | GRO    | MEC    | KOR     | LEE    | LEI    | LEU   | LIM    | MON     | OOS    | ROT    | WEE    | ZWO    |
| --------------------------------- | ----- | ------ | ------ | ----- | ------ | ------ | ------- | ------ | ------ | ------- | ------ | ------ | ----- | ------ | ------- | ------ | ------ | ------ | ------ |
| Okapi Aalst                       |       | 82–85  | 103–90 | 68–82 | 72–89  | 93–61  | 110–62  | 93–91  | 65–79  | 84–83   | 64–82  | 80–71  | 51–64 | 76–80  | 93–80   | 90–82  | 87–90  | 100–78 | 80–87  |
| Windrose Giants Antwerp           | 95–87 |        | 82–76  | 89–76 | 72–94  | 98–79  | 64–75   | 113–71 | 84–79  | 101–100 | 88–78  | 81–69  | 78–83 | 69–73  | 75–70   | 74–72  | 95–76  | 88–73  | 104–93 |
| QSTA United                       | 74–80 | 70–85  |        | 77–85 | 77–87  | 68–84  | 100–105 | 74–77  | 70–82  | 64–93   | 66–82  | 71–76  | 55–86 | 85–107 | 111–113 | 61–102 | 85–65  | 77–85  | 73–106 |
| Brussels Basketball               | 90–98 | 67–65  | 102–67 |       | 59–71  | 74–73  | 97–72   | 77–68  | 74–87  | 84–77   | 66–82  | 80–50  | 78–76 | 73–72  | 67–80   | 72–82  | 73–61  | 79–61  | 80–78  |
| Spirou Charleroi                  | 72–81 | 94–87  | 78–60  | 79–83 |        | 78–85  | 77–83   | 80–68  | 89–75  | 92–75   | 62–74  | 98–62  | 69–72 | 85–73  | 60–50   | 77–80  | 106–60 | 78–89  | 71–67  |
| Heroes Den Bosch                  | 80–61 | 91–84  | 78–79  | 76–81 | 87–79  |        | 83–56   | 96–59  | 95–84  | 80–87   | 97–99  | 69–73  | 82–76 | 85–57  | 89–70   | 78–89  | 81–92  | 84–80  | 96–94  |
| Den Helder SUNS                   | 64–96 | 68–99  | 81–67  | 73–93 | 61–68  | 81–93  |         | 79–68  | 48–75  | 78–88   | 67–86  | 79–80  | 65–91 | 77–69  | 71–68   | 73–82  | 81–60  | 65–68  | 91–79  |
| Donar                             | 91–84 | 88–82  | 76–72  | 71–73 | 69–65  | 98–102 | 73–78   |        | 75–85  | 70–99   | 71–72  | 65–74  | 82–76 | 80–92  | 79–92   | 78–112 | 95–62  | 72–62  | 104–78 |
| Kangoeroes Basket Mechelen        | 78–79 | 76–79  | 95–80  | 86–89 | 77–72  | 72–69  | 93–67   | 85–62  |        | 93–91   | 89–69  | 70–68  | 72–67 | 76–65  | 79–68   | 74–64  | 100–93 | 87–65  | 92–69  |
| Kortrijk Spurs                    | 91–63 | 113–67 | 98–73  | 79–80 | 82–59  | 73–71  | 92–71   | 124–79 | 108–85 |         | 109–52 | 108–74 | 67–73 | 92–84  | 92–61   | 91–80  | 139–95 | 115–75 | 86–67  |
| LWD Basket                        | 99–88 | 90–76  | 100–76 | 74–83 | 85–101 | 80–92  | 95–70   | 64–73  | 89–85  | 105–80  |        | 92–95  | 97–81 | 89–98  | 86–77   | 86–92  | 93–107 | 79–73  | 100–89 |
| Zorg en Zekerheid Leiden          | 79–67 | 82–99  | 71–68  | 66–71 | 50–73  | 95–81  | 66–75   | 79–81  | 69–81  | 84–86   | 83–88  |        | 78–77 | 66–86  | 85–70   | 87–74  | 92–86  | 85–81  | 87–94  |
| Leuven Bears                      | 90–75 | 87–76  | 90–85  | 86–72 | 73–69  | 80–91  | 91–67   | 75–73  | 90–93  | 74–86   | 85–48  | 98–63  |       | 85–68  | 60–70   | 77–91  | 76–72  | 74–57  | 104–77 |
| Hubo Limburg United               | 80–66 | 79–88  | 112–82 | 94–89 | 88–87  | 92–61  | 84–44   | 83–66  | 74–65  | 99–97   | 75–57  | 74–71  | 61–86 |        | 78–61   | 68–76  | 77–67  | 73–65  | 85–73  |
| Union Mons-Hainaut                | 76–69 | 79–73  | 87–85  | 83–86 | 88–76  | 78–84  | 91–77   | 91–89  | 81–61  | 82–91   | 101–72 | 71–77  | 85–71 | 78–83  |         | 78–69  | 96–71  | 88–71  | 90–85  |
| BC Oostende                       | 84–76 | 100–74 | 98–76  | 70–76 | 83–71  | 96–84  | 94–83   | 95–68  | 75–79  | 86–80   | 77–82  | 91–83  | 73–54 | 84–72  | 91–77   |        | 102–62 | 112–52 | 108–81 |
| Zeeuw & Zeeuw Feyenoord Basketbal | 74–80 | 87–90  | 76–77  | 63–74 | 102–92 | 73–94  | 73–79   | 88–80  | 66–95  | 78–94   | 98–69  | 74–94  | 85–93 | 79–94  | 71–84   | 75–76  |        | 80–68  | 75–67  |
| PrismaWorx BAL                    | 61–66 | 61–88  | 80–101 | 67–61 | 76–79  | 51–72  | 80–74   | 71–92  | 70–77  | 58–93   | 94–85  | 65–88  | 58–92 | 78–90  | 66–94   | 64–97  | 67–79  |        | 80–89  |
| Landstede Hammers                 | 90–82 | 77–81  | 83–75  | 84–81 | 76–85  | 97–101 | 96–90   | 65–83  | 69–75  | 71–89   | 70–91  | 75–78  | 76–71 | 69–84  | 80–83   | 79–60  | 98–84  | 104–77 |        |

## Play-offs

### Nationale play-offs
De nationale play-offs worden gespeeld tussen de acht beste Belgische teams en de zes beste Nederlandse teams. De twee beste ploegen uit Nederland zijn geplaatst voor de halve finale en krijgen thuisvoordeel bij de eerste wedstrijd. De kwartfinales worden gespeeld volgens het best-of-three principe, de halve finale en finale volgens het best-of-five systeem.

#### België
|  | Kwartfinale         | Kwartfinale    | Kwartfinale | Kwartfinale | Kwartfinale |                     |                | Halve finale | Halve finale | Halve finale | Halve finale | Halve finale | Halve finale | Halve finale        |   |    | Finale | Finale | Finale | Finale | Finale | Finale | Finale |
|  |                     |                |             |             |             |                     |                |              |              |              |              |              |              |                     |   |    |        |        |        |        |        |        |        |
|  | Kangoeroes Mechelen | 2              | 85          | 92          |             |                     |                |              |              |              |              |              |              |                     |   |    |        |        |        |        |        |        |        |
|  | Union Mons-Hainaut  | 0              | 80          | 67          |             |                     |                |              |              |              |              |              |              |                     |   |    |        |        |        |        |        |        |        |
|  | Union Mons-Hainaut  | 0              | 80          | 67          |             | Kangoeroes Mechelen | 3              | 95           | 91           | 78           | 71           | 85           |              |                     |   |    |        |        |        |        |        |        |        |
|  |                     |                |             |             |             | Kangoeroes Mechelen | 3              | 95           | 91           | 78           | 71           | 85           |              |                     |   |    |        |        |        |        |        |        |        |
|  |                     | Limburg United | 2           | 84          | 85          | 91                  | 80             | 78           |              |              |              |              |              |                     |   |    |        |        |        |        |        |        |        |
|  | Limburg United      | Limburg United | 2           | 84          | 85          | 91                  | 80             | 78           | 2            | 86           | 82           |              |              |                     |   |    |        |        |        |        |        |        |        |
|  | Limburg United      |                |             |             |             |                     |                |              | 2            | 86           | 82           |              |              |                     |   |    |        |        |        |        |        |        |        |
|  | Brussels Basketball | 0              | 82          | 77          |             |                     |                |              |              |              |              |              |              |                     |   |    |        |        |        |        |        |        |        |
|  | Brussels Basketball | 0              | 82          | 77          |             |                     |                |              |              |              |              |              |              | Kangoeroes Mechelen | 1 | 77 | 49     | 70     | 76     |        |        |        |        |
|  |                     |                |             |             |             |                     |                |              |              |              |              |              |              |                     | 1 | 77 | 49     | 70     | 76     |        |        |        |        |
|  |                     | BC Oostende    | 3           | 76          | 96          | 93                  | 100            |              |              |              |              |              |              |                     |   |    |        |        |        |        |        |        |        |
|  | Kortrijk Spurs      | BC Oostende    | 3           | 76          | 96          | 93                  | 100            | 2            | 86           | 83           | 87           |              |              |                     |   |    |        |        |        |        |        |        |        |
|  | Kortrijk Spurs      |                |             |             |             |                     |                | 2            | 86           | 83           | 87           |              |              |                     |   |    |        |        |        |        |        |        |        |
|  | Leuven Bears        | 1              | 82          | 92          | 79          |                     |                |              |              |              |              |              |              |                     |   |    |        |        |        |        |        |        |        |
|  | Leuven Bears        | 1              | 82          | 92          | 79          |                     | Kortrijk Spurs | 1            | 85           | 91           | 103          | 75           |              |                     |   |    |        |        |        |        |        |        |        |
|  |                     |                |             |             |             |                     | Kortrijk Spurs | 1            | 85           | 91           | 103          | 75           |              |                     |   |    |        |        |        |        |        |        |        |
|  |                     | BC Oostende    | 3           | 86          | 98          | 96                  | 78             |              |              |              |              |              |              |                     |   |    |        |        |        |        |        |        |        |
|  | BC Oostende         | BC Oostende    | 3           | 86          | 98          | 96                  | 78             | 2            | 100          | 90           | 76           |              |              |                     |   |    |        |        |        |        |        |        |        |
|  | BC Oostende         |                |             |             |             |                     |                | 2            | 100          | 90           | 76           |              |              |                     |   |    |        |        |        |        |        |        |        |
|  | Antwerp Giants      | 1              | 81          | 92          | 73          |                     |                |              |              |              |              |              |              |                     |   |    |        |        |        |        |        |        |        |

##### Wedstrijden
Kwartfinales (best-of-three)
| # | Team                | Uitslag | # | Team                | Wedstrijd 1 | Wedstrijd 2 | Wedstrijd 3 |
| - | ------------------- | ------- | - | ------------------- | ----------- | ----------- | ----------- |
| 1 | Kangoeroes Mechelen | 2–0     | 8 | Union Mons-Hainaut  | 85–80       | 92–67       | n.v.t.      |
|   |                     |         |   |                     |             |             |             |
| 4 | Limburg United      | 2–0     | 5 | Brussels Basketball | 86–82       | 82–77       | n.v.t.      |
|   |                     |         |   |                     |             |             |             |
| 2 | Kortrijk Spurs      | 2–1     | 7 | Leuven Bears        | 86–82       | 83–92       | 87–79       |
|   |                     |         |   |                     |             |             |             |
| 3 | BC Oostende         | 2–1     | 6 | Antwerp Giants      | 100–81      | 90–92       | 76–73       |

Halve finales (best-of-five)
| # | Team                | Uitslag | # | Team           | Wedstrijd 1 | Wedstrijd 2 | Wedstrijd 3 | Wedstrijd 4 | Wedstrijd 5 |
| - | ------------------- | ------- | - | -------------- | ----------- | ----------- | ----------- | ----------- | ----------- |
| 1 | Kangoeroes Mechelen | 3–2     | 4 | Limburg United | 95–84       | 91–85       | 78–91       | 71–80       | 85–78       |
|   |                     |         |   |                |             |             |             |             |             |
| 2 | Kortrijk Spurs      | 1–3     | 3 | BC Oostende    | 85–86       | 91–98       | 103–96      | 75–78       | n.v.t.      |

Finale (best-of-five)
| # | Team                | Uitslag | # | Team        | Wedstrijd 1 | Wedstrijd 2 | Wedstrijd 3 | Wedstrijd 4 | Wedstrijd 5 |
| - | ------------------- | ------- | - | ----------- | ----------- | ----------- | ----------- | ----------- | ----------- |
| 1 | Kangoeroes Mechelen | 1–3     | 3 | BC Oostende | 77–76       | 49–96       | 70–93       | 76–100      | –           |

| Landskampioen         |
| --------------------- |
| BC Oostende 26e titel |

#### Nederland
|  | Kwartfinale | Kwartfinale              | Kwartfinale              | Kwartfinale | Kwartfinale | Kwartfinale |    |  | Halve finale | Halve finale             | Halve finale | Halve finale | Halve finale | Halve finale | Halve finale | Halve finale |  |  | Finale | Finale           | Finale | Finale | Finale | Finale | Finale | Finale |
|  |             |                          |                          |             |             |             |    |  |              |                          |              |              |              |              |              |              |  |  |        |                  |        |        |        |        |        |        |
|  | 4           | Donar                    | 2                        | 85          | 78          |             |    |  | 1            | Heroes Den Bosch         | 3            | 105          | 96           | 96           |              |              |  |  |        |                  |        |        |        |        |        |        |
|  | 4           | Donar                    | 2                        | 85          | 78          |             |    |  |              |                          |              |              |              |              |              |              |  |  |        |                  |        |        |        |        |        |        |
|  | 5           | Den Helder SUNS          | 0                        | 75          | 72          |             |    |  | 4            | Donar                    | 0            | 72           | 72           | 68           |              |              |  |  |        |                  |        |        |        |        |        |        |
|  | 5           | Den Helder SUNS          | 0                        | 75          | 72          |             |    |  | 4            | Donar                    | 0            | 72           | 72           | 68           |              |              |  |  |        |                  |        |        |        |        |        |        |
|  |             |                          |                          |             |             |             |    |  |              |                          |              |              |              |              |              |              |  |  | 1      | Heroes Den Bosch | 3      | 85     | 90     | 86     |        |        |
|  |             |                          |                          |             |             |             |    |  |              |                          |              |              |              |              |              |              |  |  | 1      | Heroes Den Bosch | 3      | 85     | 90     | 86     |        |        |
|  |             | 3                        | Zorg en Zekerheid Leiden | 0           | 72          | 63          | 67 |  |              |                          |              |              |              |              |              |              |  |  |        |                  |        |        |        |        |        |        |
|  |             | 3                        | Zorg en Zekerheid Leiden | 0           | 72          | 63          | 67 |  |              |                          |              |              |              |              |              |              |  |  |        |                  |        |        |        |        |        |        |
|  | 3           | Zorg en Zekerheid Leiden | 2                        | 103         | 83          |             |    |  | 2            | LWD Basket               | 2            | 80           | 67           | 89           | 84           | 85           |  |  |        |                  |        |        |        |        |        |        |
|  | 3           | Zorg en Zekerheid Leiden | 2                        | 103         | 83          |             |    |  |              |                          |              |              | 67           | 89           | 84           | 85           |  |  |        |                  |        |        |        |        |        |        |
|  | 6           | Landstede Hammers        | 0                        | 71          | 81          |             |    |  | 3            | Zorg en Zekerheid Leiden | 3            | 90           | 89           | 81           | 82           | 90           |  |  |        |                  |        |        |        |        |        |        |

##### Wedstrijden
Kwartfinales (best-of-three)
| # | Team                     | Uitslag | # | Team              | Wedstrijd 1 | Wedstrijd 2 | Wedstrijd 3 |
| - | ------------------------ | ------- | - | ----------------- | ----------- | ----------- | ----------- |
| 4 | Donar                    | 2–0     | 5 | Den Helder SUNS   | 85–75       | 78–72       | n.v.t.      |
|   |                          |         |   |                   |             |             |             |
| 3 | Zorg en Zekerheid Leiden | 2–0     | 6 | Landstede Hammers | 103–71      | 83–81       | n.v.t.      |

Halve finales (best-of-five)
| # | Team             | Uitslag | # | Team                     | Wedstrijd 1 | Wedstrijd 2 | Wedstrijd 3 | Wedstrijd 4 | Wedstrijd 5 |
| - | ---------------- | ------- | - | ------------------------ | ----------- | ----------- | ----------- | ----------- | ----------- |
| 1 | Heroes Den Bosch | 3–0     | 4 | Donar                    | 105–72      | 96–72       | 96–68       | n.v.t.      | n.v.t.      |
|   |                  |         |   |                          |             |             |             |             |             |
| 2 | LWD Basket       | 2–3     | 3 | Zorg en Zekerheid Leiden | 80–90       | 76–89       | 89–81       | 84–82       | 85–90       |

Finale (best-of-five)
| # | Team             | Uitslag | # | Team                     | Wedstrijd 1 | Wedstrijd 2 | Wedstrijd 3 | Wedstrijd 4 | Wedstrijd 5 |
| - | ---------------- | ------- | - | ------------------------ | ----------- | ----------- | ----------- | ----------- | ----------- |
| 1 | Heroes Den Bosch | 3–0     | 3 | Zorg en Zekerheid Leiden | 85–72       | 90–63       | 86-67       | n.v.t.      | n.v.t.      |

| Landskampioen              |
| -------------------------- |
| Heroes Den Bosch 18e titel |

## Individuele statistieken
Om in aanmerking te komen voor de ranglijsten in individuele statistieken moet de speler minstens in de helft van de wedstrijden gespeeld hebben.
| R  | Speler             | Ploeg               | PPW  |
| -- | ------------------ | ------------------- | ---- |
| 1. | TreVion Crews      | Den Helder Suns     | 20,6 |
| 2. | Timmy Allen        | BC Oostende         | 20,4 |
| 3. | Brian Cameron      | Feyenoord Basketbal | 19,7 |
| 4. | Tavian Dunn-Martin | Donar Groningen     | 19,1 |
| 5. | Trenton Gibson     | Kangoeroes Mechelen | 17,8 |

| R  | Speler         | Ploeg           | RPW  |
| -- | -------------- | --------------- | ---- |
| 1. | JD Muila-Mwaka | Den Helder Suns | 11,9 |
| 2. | James Karnik   | Donar Groningen | 10,3 |
| 3. | Njegoš Sikiraš | Okapi Aalst     | 8,8  |
| 4. | Ben Carlson    | QSTA United     | 8,1  |
| 5. | Ivan Maras     | Okapi Aalst     | 8,0  |

| R  | Speler             | Ploeg           | APW |
| -- | ------------------ | --------------- | --- |
| 1. | Sean Pouedet       | Kortrijk Spurs  | 6,7 |
| 2. | Oshean Brathwaite  | BA Limburg      | 6,6 |
| 3. | Jo Van Buggenhout  | Limburg United  | 5,6 |
| 4. | Joel Murray        | LWD Basket      | 5,3 |
| 5. | Tavian Dunn-Martin | Donar Groningen | 5,3 |

| Rang | Speler                | Ploeg               | BPW |
| ---- | --------------------- | ------------------- | --- |
| 1.   | Shaquille Doorson     | LWD Basket          | 1,9 |
| 2.   | Mathias Van den Beemt | Feyenoord Basketbal | 1,6 |
| 3.   | Archange Izaw Bolavie | Spirou Charleroi    | 1,5 |
| 4.   | Robbie Beran          | Kortrijk Spurs      | 1,2 |
| 5.   | Chris Maidoh          | Feyenoord Basketbal | 1,0 |

| Rang | Speler            | Ploeg               | SPW |
| ---- | ----------------- | ------------------- | --- |
| 1.   | JD Muila-Mwaka    | Den Helder Suns     | 2,0 |
| 2.   | TreVion Crews     | Den Helder Suns     | 1,8 |
| 3.   | Tucker Richardson | Brussels Basketball | 1,8 |
| 4.   | Mojeed Ewuosho    | Den Helder Suns     | 1,7 |
| 5.   | Charlon Kloof     | Union Mons-Hainaut  | 1,7 |

| Rang | Speler         | Ploeg               | Eff. |
| ---- | -------------- | ------------------- | ---- |
| 1.   | James Karnik   | Donar Groningen     | 25,6 |
| 2.   | Trenton Gibson | Kangoeroes Mechelen | 23,4 |
| 3.   | TreVion Crews  | Den Helder Suns     | 22,5 |
| 4.   | Brian Cameron  | Feyenoord Basketbal | 22,4 |
| 5.   | Joel Murray    | LWD Basket          | 21,8 |

## Individuele prijzen
| Categorie                           | Speler             | Club                | Genomineerden                                                               | Ref.  |
| ----------------------------------- | ------------------ | ------------------- | --------------------------------------------------------------------------- | ----- |
| Most Valuable Player (MVP)          | Timmy Allen        | BC Oostende         | Niels De Ridder (Kortrijk Spurs) Trenton Gibson (Kangoeroes Mechelen)       | [ 9 ] |
| Finals MVP (België)                 | Timmy Allen        | BC Oostende         | –                                                                           | [ 9 ] |
| Finals MVP (Nederland)              | Le'Tre Darthard    | Heroes Den Bosch    | –                                                                           | [ 9 ] |
| Dream Team                          | Trenton Gibson     | Kangoeroes Mechelen | –                                                                           | [ 9 ] |
| Dream Team                          | Eric Reed Jr.      | Kortrijk Spurs      | –                                                                           | [ 9 ] |
| Dream Team                          | Timmy Allen        | BC Oostende         | –                                                                           | [ 9 ] |
| Dream Team                          | Niels De Ridder    | Kortrijk Spurs      | –                                                                           | [ 9 ] |
| Dream Team                          | Aundre Hyatt       | Kangoeroes Mechelen | –                                                                           | [ 9 ] |
| Speler van het Jaar (Nederland)     | Shaquille Doorson  | LWD Basket          | Kai Edwards (Landstede Hammers) Charlon Kloof (Heroes Den Bosch)            | [ 9 ] |
| Speler van het Jaar (België)        | Niels De Ridder    | Kortrijk Spurs      | Niels Van den Eynde (Okapi Aalst) Quentin Serron (Limburg United)           | [ 9 ] |
| Rising Star of the Year (Nederland) | Matthijs Verhallen | Den Helder Suns     | Tjall De Vaal (QSTA United) Florian Rijkers (QSTA United)                   | [ 9 ] |
| Rising Star of the Year (België)    | Noah Meeusen       | BC Oostende         | Oskar Giltay (Limburg United) Adedayo Polet (Spirou Charleroi)              | [ 9 ] |
| Sixth Man of the Year               | Bram Bogaerts      | Kortrijk Spurs      | Leon Stergar (Kortrijk Spurs) Joel Murray (LWD Basket)                      | [ 9 ] |
| Defensive Player of the Year        | Shaquille Doorson  | LWD Basket          | Archange Izaw Bolavie (Spirou Charleroi) Quentin Serron (Limburg United)    | [ 9 ] |
| Coach of the Year                   | Johan Roijakkers   | Kortrijk Spurs      | Tony Van den Bosch (Kangoeroes Mechelen) Vincent van Sliedregt (LWD Basket) | [ 9 ] |
| Referee of the Year (Nederland)     | Tijmen Last        | –                   | Stan Kestijn John van Dam                                                   | [ 9 ] |
| Referee of the Year (België)        | Renaud Geller      | –                   | Chess Van Looy Nick Van Den Broeck                                          | [ 9 ] |

## Speler van de maand
| Maand    | Speler van de maand | Jonge speler van de maand |
| -------- | ------------------- | ------------------------- |
| Oktober  | Niels Van den Eynde | Noah Meeusen              |
| November | Brian Cameron       | Siebe Ledegen             |
| December | Chase Audige        | Quinten Smout             |
| Januari  | Njegoš Sikiraš      | Oskar Giltay              |
| Februari | Trevion Crews       | Jo Van Buggenhout         |
| Maart    | Michael Flowers     | Sean Pouedet              |
| April    | Joel Murray         | Xander Pintelon           |